# Casiokids
Casiokids er et norsk indie-/popband fra Bergen, som blev stiftet i 2005. De er et af de få norske bands, som har opnået international anerkendelse selv om de synger på norsk.
Navnet kommer af, at gruppen siden starten i 2005 har brugt gamle Casio-keyboards som en vigtig del af lydbilledet.
I sommeren 2009 turnerede bandet i både USA og England. Casiokids spiller på Roskilde Festival 2010.

## Medlemmer
- Einar Olsson
- Fredrik Øgreid Vogsborg
- Ketil Kinden Endresen
- Kjetil Bjøreid Aabø
- Matias Monsen

## Udgivelser
- 2006 – Fück Midi (CD, Album)
- 2008 – Grønt Lys I Alle Ledd (7", Single)
- 2009 – Finn Bikkjen! / Gomurmamma (7", Single)
- 2009 – Verdens Störste Land / Fot I Hose (7", Ltd)
- 2010 – Topp Stemning På Lokal Bar (CD, Album + CD, Comp)